# 十六フィナンシャルグループ
株式会社十六フィナンシャルグループ（じゅうろくフィナンシャルグループ）は、岐阜県岐阜市に本店を置く銀行持株会社。略称は「十六FG」。地方銀行の十六銀行などを傘下に持つ。

## 概要
十六銀行からの単独株式移転により2021年10月1日に設立され、傘下に十六銀行、十六TT証券、十六カードなどを有する金融持株会社である。略称は十六FG。十六銀行に代わり、東京証券取引所第一部・名古屋証券取引所第一部へテクニカル上場し、2023年3月時点では東証プライム市場・名証プレミア市場上場銘柄となっている。

## グループ会社
グループ会社は以下のとおりで、全て岐阜市に本店を置く。太字は、持株会社が直接出資する会社で、括弧書きは出資比率である。
- 株式会社十六銀行（100%）：1877年設立。以下の2社を子会社とする[5]。
  - 十六ビジネスサービス株式会社 - 十六銀行のバックオフィス業務を受託。1979年設立。
  - 十六信用保証株式会社：機関保証を提供する信用保証会社。1979年設立。
- 十六リース株式会社（100%）：リース会社。1975年設立。
- 株式会社十六カード（100%）：クレジットカード会社。十六DCカード・十六JCBカードを発行する。1982年設立。
- 十六電算デジタルサービス株式会社（60%[7]）- コンピュータ関連業務。1985年、十六コンピュータサービス株式会社として設立され、2022年3月、電算システムホールディングスとの合弁会社に移行し、現在の商号に変更した[7]。
- 株式会社十六総合研究所（100%）：セミナー、コンサルティング、人材紹介、リサーチなどを手掛ける。2013年設立。
- 十六TT証券株式会社（60%）：証券会社。東海東京フィナンシャル・ホールディングスとの共同出資で2018年設立。
- NOBUNAGAキャピタルビレッジ株式会社（100%）：投資事業有限責任組合の運営・管理業務。2021年設立。
- カンダまちおこし株式会社（99%[8]）：地域経済活性化のための各種事業。2022年設立。

## 沿革
十六銀行の取締役会は、2020年9月以来、持株会社体制への移行を検討していたが、2021年5月、単独株式移転による持株会社体制への移行を同年6月の定時株主総会に諮ることに決した。持株会社体制への移行の目的は、事業領域の拡大、グループ連携強化・グループ経営資源配分の最適化、監査・監督機能の強化、業務執行スピードの向上と説明された。株主総会での承認、金融庁からの設立認可 を経て、2021年10月1日、十六銀行の完全親会社として、株式会社十六フィナンシャルグループ（十六FG）が設立された。十六FGの初代会長には十六銀行頭取であった村瀬幸雄が、初代社長には十六銀行副頭取であった池田直樹がそれぞれ就任した（十六銀行頭取は交代、副頭取職は廃止）。
これにより、十六銀行は十六FGの100%子会社となり、十六銀行の株主には、1株につき十六FG株式1株が交付された。また、東京証券取引所第一部・名古屋証券取引所第一部に上場していた十六銀行は9月29日付けで上場廃止となり（最終売買は9月28日）、10月1日に十六FGがテクニカル上場した。同日、十六銀行の子会社（2社を除く）の株式を十六FGが取得した。
りそなホールディングスと2024年2月7日に業務提携した。